# Lamas de Olo
Lamas de Olo is een plaats (freguesia) in de Portugese gemeente Vila Real en telt 177 inwoners (2001).